# Ibitinga
Ibitinga es un municipio brasileño del estado de São Paulo. Se localiza a una latitud 21°45′28″ sur y a una longitud 48º49'44" oeste, estando a una altitud de 491 metros. Su población estimada en 2004 era de 50 918 habitantes. Posee un área de 688,7 km². El municipio posee un distrito llamado Cambaratiba.

## Estancia turística
Ibitinga es uno de los 29 municipios paulistas considerados estancias turísticas por el Estado de São Paulo, por cumplir determinados requisitos definidos por ley estatal. Tal status garantiza a esos municipios una remesa mayor por parte del estado para la promoción del turismo regional. El municipio también adquire el derecho de agregar, junto a su nombre, el título de "estancia turística", término por el cual pasa a ser designado tanto por el expediente municipal oficial como por las referencias estatales.
El origen del nombre "Ibitinga" es tupí, significando "tierra blanca", a través de la unión de los términos:
- yby = "tierra"
- ting = "blanca"[6]

El santo patrono de la ciudad es el Señor Buen Jesús, cuya fiesta es el 6 de agosto.

## Geografía

### Demografía
Datos del censo de 2000
Población total: 53 158
- Urbana: 43 860
- Rural: 2760
- Hombres: 26 212
- Mujeres: 26 946

Densidad demográfica (hab./km²): 67,69
Mortalidad infantil hasta 1 año (por mil): 15,24
Expectativa de vida (años): 71,56
Tasa de fertilidad (hijos por mujer): 2,35
Tasa de alfabetización: 91,65%
Índice de Desarrollo Humano (IDH-M): 0,789
- IDH-M Salario: 0,740
- IDH-M Longevidad: 0,776
- IDH-M Educación: 0,851

(Fuente: IPEAFecha)

### Hidrografía
- Río Sao Lourenço
- Río Tietê
- Arroyo De los Porcos

### Carreteras
- SP-304
- SP-317
- SP-331

## Administración
- Prefecto: Marco Antônio da Fonseca (2009/2012)
- Viceprefecto: Wanderley Racy
- Presidente de la cámara: Áureo (2009/2010)

## Religión
El Cristianismo está presente en la ciudad de la siguiente manera:

### Iglesia Católica
La iglesia católica del municipio forma parte de la diócesis de São Carlos.

### Iglesia Protestante
En la ciudad están presentes las más diversas creencias evangélicas, principalmente pentecostales, incluidas las Asambleas de Dios de Brasil (la iglesia evangélica más grande del país), Congregación Cristiana, entre otras. Estas denominaciones están creciendo cada vez más en todo Brasil.